# سیارک ۱۰۴۰۳
سیارک ۱۰۴۰۳ (به انگلیسی: 10403 Marcelgrun، نامگذاری:1997WU3) ده هزار و چهارصد و سومین سیارک کشف شده‌است که در ۲۲ نوامبر ۱۹۹۷ کشف شد.
قدر مطلق سیارک برابر ۱۴٫۲۰ است.